# Espín-orbital
En física atómica y molecular o en química cuántica, el término espín-orbital designa a una función de onda definida en el espacio de una partícula {\displaystyle \chi (\mathbf {x} )} que depende tanto de las coordenadas de posición como del espín de la partícula(la variable {\displaystyle \mathbf {x} } representa simultáneamente las coordenadas de posición y las coordenadas de espín). 
Un caso particular de espín-orbital (que, por ejemplo, se suele utilizar al desarrollar matemáticamente el modelo de Hartree-Fock) es aquel que puede escribirse como un producto de un orbital espacial {\displaystyle \psi (\mathbf {r} )} y una función de espín {\displaystyle \sigma }, es decir: {\displaystyle \chi (\mathbf {x} )=\psi (\mathbf {r} )*\sigma }. Donde {\displaystyle \sigma } suele elegirse tal que sea autoestado del operador {\displaystyle {\hat {S}}_{z}} (momento angular de espín en z). 
Para ser más precisos, si se definen los estados de espín {\displaystyle \alpha } y {\displaystyle \beta } como:
{\displaystyle {\hat {S}}_{z}\alpha ={\frac {1}{2}}\alpha }
{\displaystyle {\hat {S}}_{z}\beta =-{\frac {1}{2}}\beta } (se ha empleado unidades atómicas)
entonces suele elegirse {\displaystyle \sigma =\alpha } o bien {\displaystyle \sigma =\beta }